# Der Sohn des Scheichs
Der Sohn des Scheichs (Original: The Son of the Sheik) ist ein US-amerikanischer Stummfilm von George Fitzmaurice aus dem Jahr 1926 mit Rudolph Valentino in der Hauptrolle. Es ist die Fortsetzung von Valentinos Film Der Scheich (The Sheik, 1921), der ebenfalls auf dem gleichnamigen Roman von Edith Maud Hull basiert.

## Handlung
Der Sohn des Scheichs verliebt sich in die Zigeunerin Yasmin. Er wird von Yasmins Vater André und anderen Zigeunern entführt, aber durch seinen Diener Ramadan befreit. Da Ghaba, einer der Entführer, ihm erzählt hat, Yasmin sei nur ein Köder gewesen, raubt er sie und hält sie in seinem Zelt gefangen. Als sein Vater davon erfährt, besteht dieser darauf, dass er die junge Frau freilässt. Er befreit sie aus den Händen Ghabas, als er die Wahrheit erfährt.

## Hintergrund
Der Film basiert auf einem Roman von Edith Maude Hull. Valentino spielte mithilfe der Split-Screen-Technik sowohl den Vater als auch den Sohn. Für die Bauten war William Cameron Menzies verantwortlich. Carl Raswan stellte das Araber-Pferd des Scheichs und ritt es zum größten Teil als Stuntdouble Valentinos im Film selbst.
Im selben Jahr war Rudolph Valentinos Ehe mit Natacha Rambova geschieden worden. Seine Karriere befand sich in einem Tief und er hoffte, mit dieser Fortsetzung der Geschichte seinen großen Erfolg, den er mit der Verfilmung des ersten Teils hatte, zu wiederholen und sein Tief überwinden zu können.
Bevor der Film jedoch in den Kinos startete, starb Valentino während einer Promotiontour.

## Filmmusik
Die Jllustrationsmusik schrieben der österreichische Kapellmeister und Komponist Artur Guttmann und sein amerikanischer Co-Komponist Gérard Carbonara.
Inspired by the photoplay The Son of the Sheik war ein Song Fox Trot, den der US-amerikanische Komponist und Musikverleger Ted Snyder mit einem Gesangstext von Billy Rose 1926 beim Verlag Henry Waterson Inc. zu dem Film publizierte. Er wurde auch außerhalb des Kinos beliebt und erschien, gesungen und instrumental, auf zahlreichen Grammophonplatten. Eine davon besang im Oktober 1926 der russisch-jüdische Tenor Willie Robyn (eigtl. Rubin) unter seinem Pseudonym Buddy Gravelle.

## Kritik
„[…] ein Höhepunkt des romantischen Stummfilmabenteuers […]. (Wertung: 3 Sterne – sehr gut)“

## Auszeichnungen
2003: Aufnahme in das National Film Registry